# Transformación de Jordan-Wigner
En mecánica cuántica, la transformación de Jordan-Wigner es un método teórico que usa la segunda cuantización para transformar operadores de espín en operadores creación y destrucción fermiónicos. En concreto, permite mostrar la equivalencia entre un modelo de Heisenberg unidimensional de espines 1/2 y un gas de Fermi unidimensional. El método fue publicado por Pascual Jordan y Eugene Wigner en 1928.
Esta operación transforma los espines «arriba» en fermiones o estados ocupados, y los espines «abajo» en estados sin ocupar. Si se definen {\displaystyle \{f_{1}^{\dagger },f_{1}\}} como operadores creación y destrucción de un fermión, se puede expresar el operador proyección del momento angular en el eje z y los operadores escalera de un espín aislado como:
{\displaystyle S_{1}^{z}=f_{1}^{\dagger }f_{1}-{\frac {1}{2}}}
{\displaystyle S_{1}^{+}=f_{1}^{\dagger }}
{\displaystyle S_{1}^{-}=f_{1}}
Puesto que los operadores de espín de sitios independientes conmutan mientras que los fermiones anticonmutan, cuando la transformación de Jordan-Wigner se aplica a una cadena se introduce una fase en los operadores escalera que, en la posición i depende de la ocupación de las posiciones 1 a i:
{\displaystyle S_{i}^{z}=f_{i}^{\dagger }f_{i}-{\frac {1}{2}}}
{\displaystyle S_{i}^{+}=(-1)^{\phi _{i}}f_{i}^{\dagger }}
{\displaystyle S_{i}^{-}=(-1)^{\phi _{i}}f_{i}}
donde {\displaystyle \phi _{i}} es el conteo de fermiones, o equivalentemente de espines «arriba», desde el origen de la cadena hasta la posición i:
{\displaystyle \phi _{i}=\sum _{k=1}^{i-1}\left({\frac {1}{2}}+S_{k}^{z}\right)=\sum _{k=1}^{i-1}f_{k}^{\dagger }f_{k}=\sum _{k=1}^{i-1}S_{k}^{+}S_{k}^{-}}